# Adenium obesum
Adenium obesum és una espècie d'arbust pertanyent a la família Apocynaceae. És també coneguda com a sabi star, kudu, rosa d'hivern o rosa del desert. És nadiua del Sahel (al sud del Sàhara, de Mauritania i Senegal fins al Sudan) i de l'est i sud tropical i subtropical d'Àfrica i Aràbia.

## Descripció
És un arbust perennifoli suculent, que pot perdre les fulles en èpoques seques, que aconsegueix 1-3 m d'altura. Les fulles estan disposades en espiral, simples i senceres amb textura coriàcia, de 5-15 cm de longitud i 1-8 cm d'ample. Les flors són tubulars de 2-5 cm de longitud amb cinc pètals de 4-6 cm de diàmetre, semblant als gèneres Plumeria i Nerium. Les flors de color vermell o rosa sovint amb ràfegues blanques. Sovint s'utilitza com bonsai. El nom obesum li ve del tall, que és tubular i gruixut, que li serveix de reserva d'aigua.

## Cultius
Adenium és una planta ornamental popular de les regions temperades. Requereix localització assolellada i una temperatura superior a 10 °C. Necessita poca aigua com els cactus. Adenium es propaga per llavors o per esqueixos, tot i que per esqueix no s'aconsegueix el tall gruixut característic. Els fruits són cilindrics i allargats, que quan s'obren salten les llavors. La planta exsuda una saba altament tòxica que els pobles nadius, com a Tanzània, apliquen a les seves fletxes per caçar.

## Taxonomia
Adenium obesum va ser descrita per (Forssk.) Roem. & Schult. i publicat en Systema Vegetabilium 4: 411. 1819.
Subespècies

- Adenium obesum subsp. boehmianum. Namíbia, Angola.
- Adenium obesum subsp. obesum. Aràbia.
- Adenium obesum subsp. oleifolium. Sud-àfrica, Botswana.
- Adenium obesum subsp. socotranum. Socotra.
- Adenium obesum subsp. somalense. Est d'Àfrica.
- Adenium obesum subsp. swazicum. Est de Sud-àfrica.

Aquestes subespècies són sovint considerades espècies pròpies.
Sinònims

| - Nerium obesum Forssk. (1775). - Cameraria obesa (Forssk.) Spreng. (1824). - Adenium honghel Lindl. (1846). - Adenium speciosum Fenzl (1865). - Adenium arabicum Balf.f. (1888). - Adenium somalense Balf.f. (1888). - Adenium micranthum Stapf (1894). - Adenium arboreum Ehrenb. (1900). - Adenium coetaneum Stapf in D.Oliver & auct. suc. (eds.) (1902). - Adenium socotranum Vierh. (1904). - Adenium somalense var. caudatipetalum Chiov. (1932). - Adenium somalense var. crispum Chiov. (1932). - Adenium tricholepis Chiov. (1932). |

## Galeria d'imatges

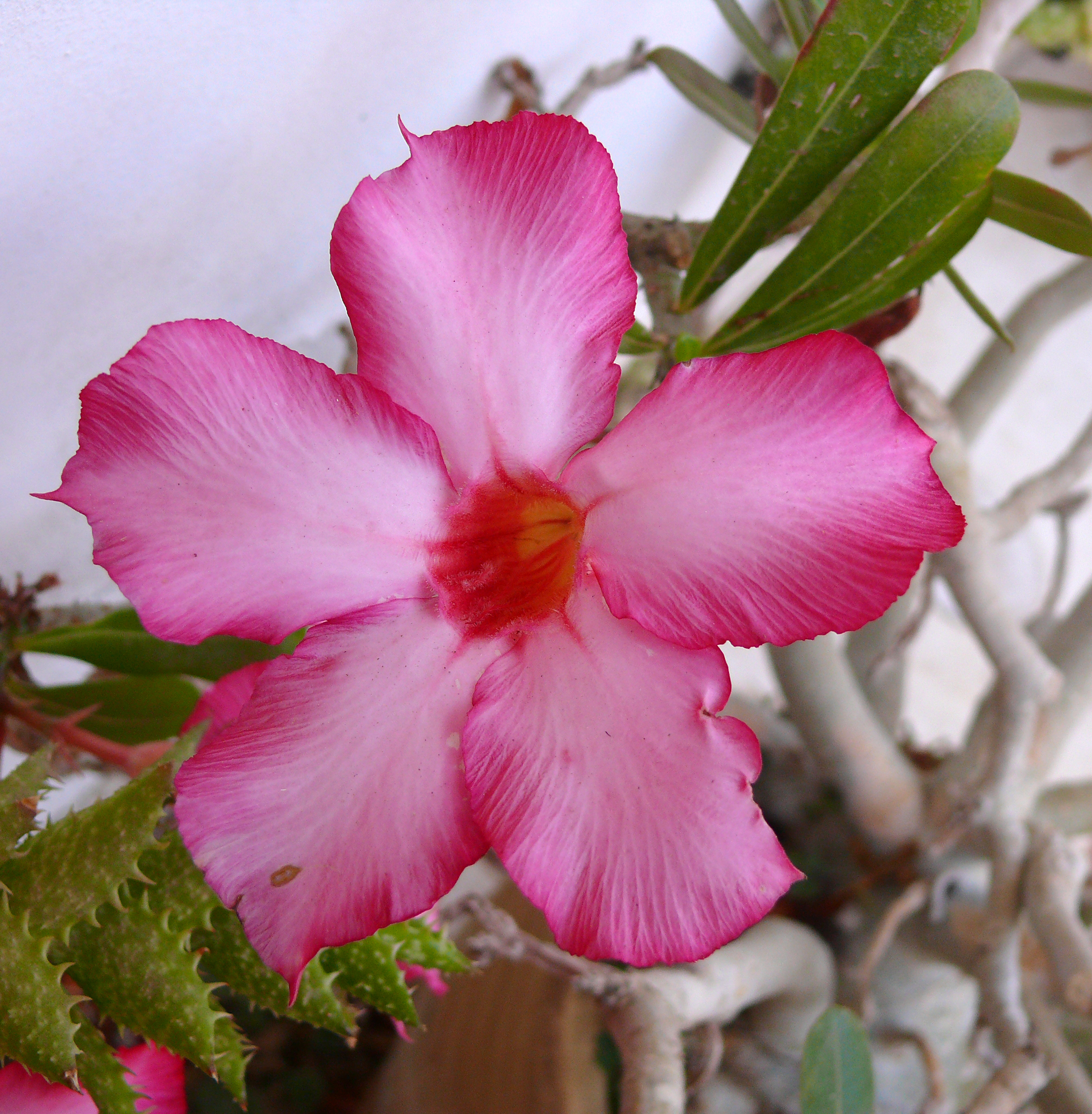
Flor
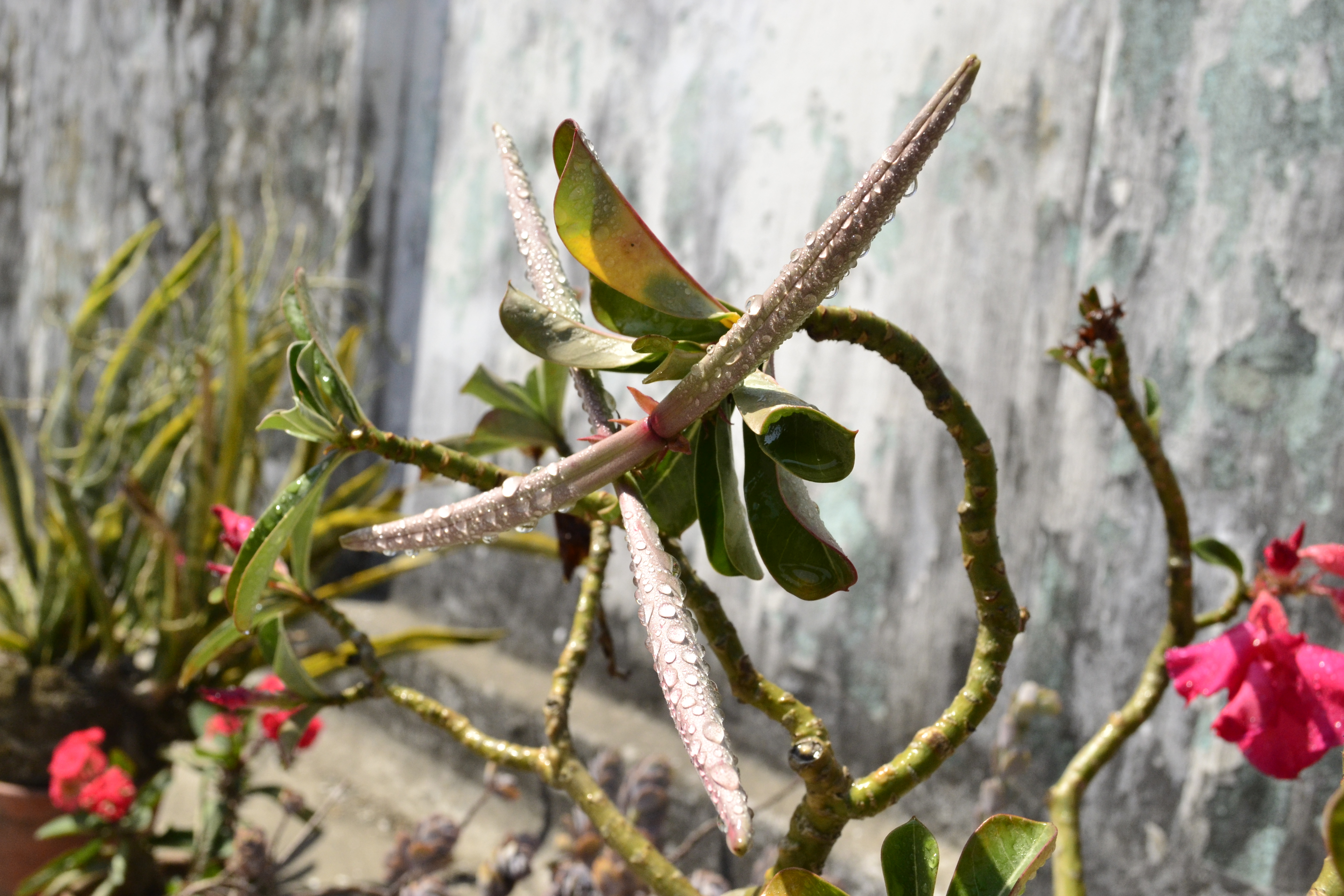
Fruits
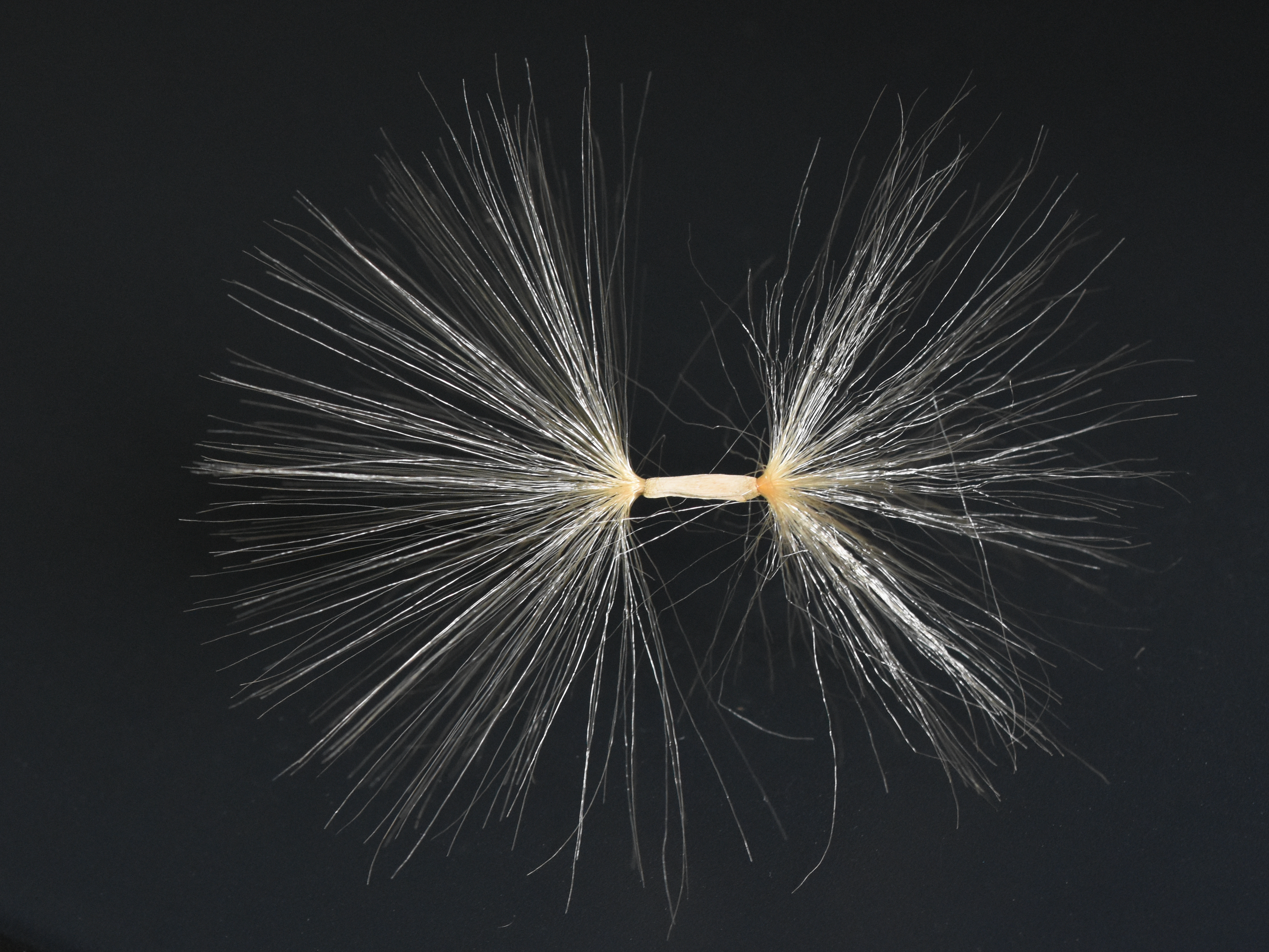
Llavor
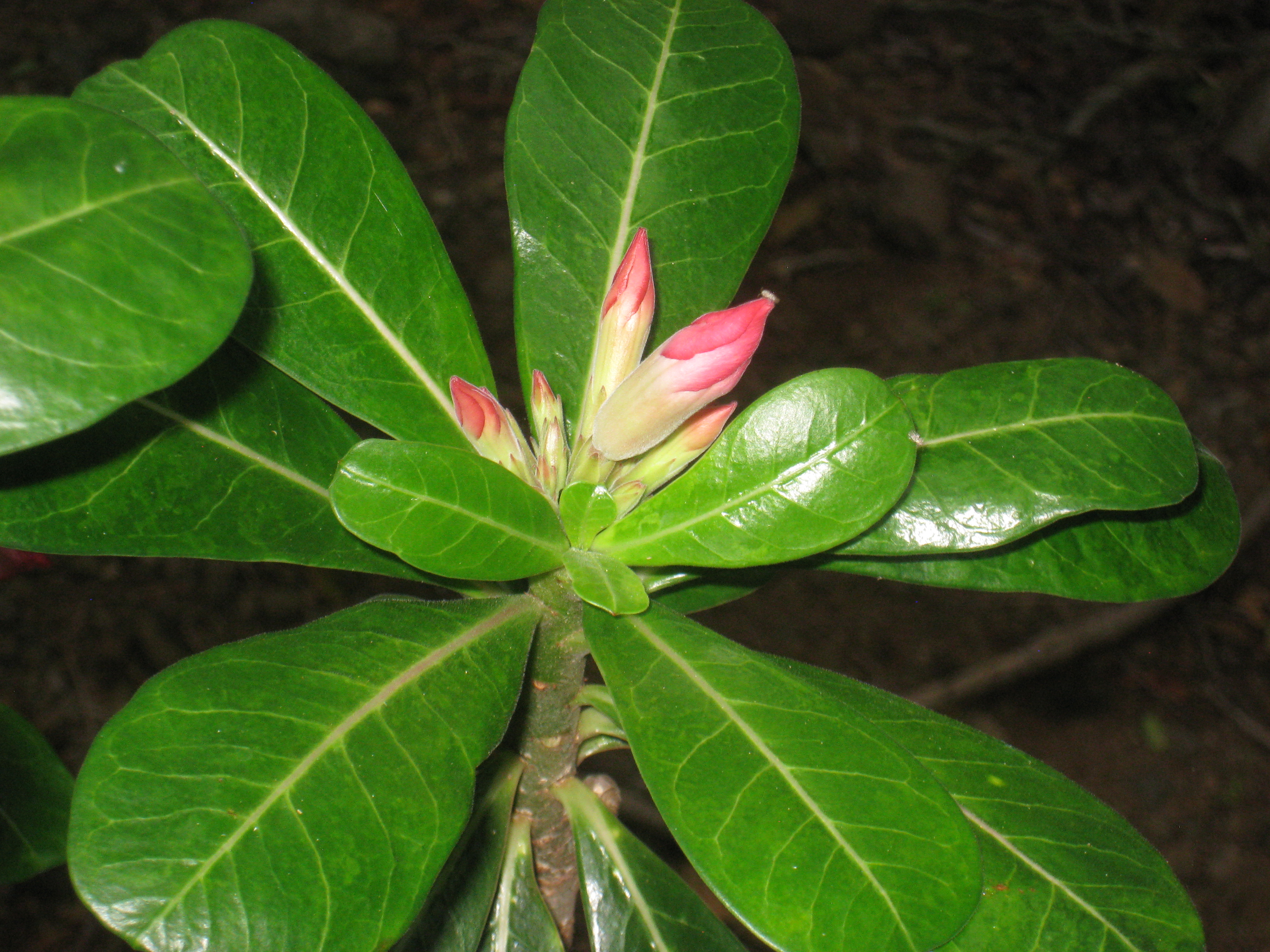
Detall de la planta
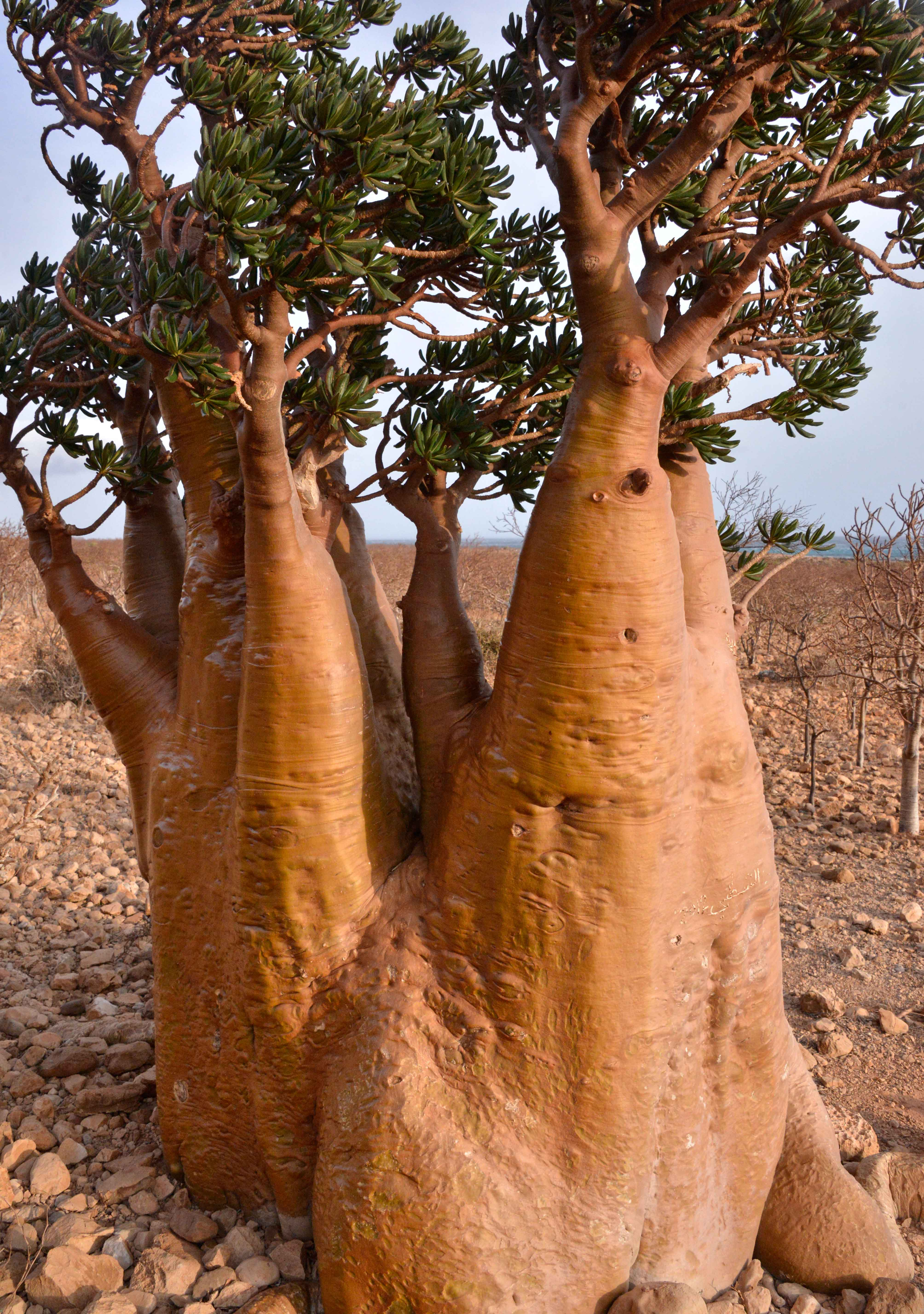
A. obesum var. socotranum a Socotra